# 新城子站
新城子站是一个京哈线上的铁路车站，位于辽宁省沈阳市沈北新区新城子街道，建于1908年，目前为四等站，邮政编码为110121。目前不办理客运业务；货运办理整车货物发到。
2011年7月1日，新城子站停办旅客乘降业务，保留售票业务。2020年7月27日，新城子站关闭售票处，正式停办客运业务。